# Campylocentrum robustum
Campylocentrum robustum  é uma espécie de orquídea, família Orchidaceae, que existe no Brasil e Peru. Trata-se de planta epífita, monopodial, com caule alongado, cujas inflorescências brotam do nódulo do caule oposto à base da folha. As flores são minúsculas, brancas, de sépalas e pétalas livres, e nectário parte de trás do labelo. Pertence à secção de espécies de Campylocentrum com folhas planas e ovário pubescente ou verrucoso, com nectário longo.

## Publicação e histórico
- Campylocentrum robustum Cogn. in C.F.P.von Martius & auct. suc. (eds.), Fl. Bras. 3(6): 509 (1906)

Cogniaux publicou esta espécie em 1906 sobre exemplar encontrado por Glaziou em Copacabana, no Rio de Janeiro. Floresce em setembro e outubro. Cogniaux compara esta espécie ao Campylocentrum latifolium pois ambos apresentam folhas planas espessas, com ápice formado por dois lóbulos desiguais, inflorescências muito mais curtas que as flores; labelo inteiro e regularmente oblongo, e sépalas laterais mais curtas que os respectivos nectários; e estabelece as diferenças no formato das folhas mais compridas e estreitas, nectário ascendente, labelo liso, e todas as sépalas de mesmo comprimento no C. robustum; e folhas mais largas e curtas, nectário bastante curvo e descendente, labelo parcialmente pubescente e sépalas laterais mais curtas no C. latifolium. Uma das espécies de Campylocentrum mais comuns no sudeste do Brasil, Pabst agrupa esta espécie com outras sete que correspondem à descrição do grupo citado na introdução acima e mostra que neste grupo é a espécie com flores de segmentos mais alongados e estreitos. No Brasil, há registros de coletas no Pará, Rondônia, Mato Grosso, Minas Gerais, Espírito Santo, Rio de Janeiro e Paraná.